# Anomala laotica
Anomala laotica är en skalbaggsart som beskrevs av Frey 1969. Anomala laotica ingår i släktet Anomala och familjen Rutelidae. Inga underarter finns listade i Catalogue of Life.